# United States Mint

Emblem

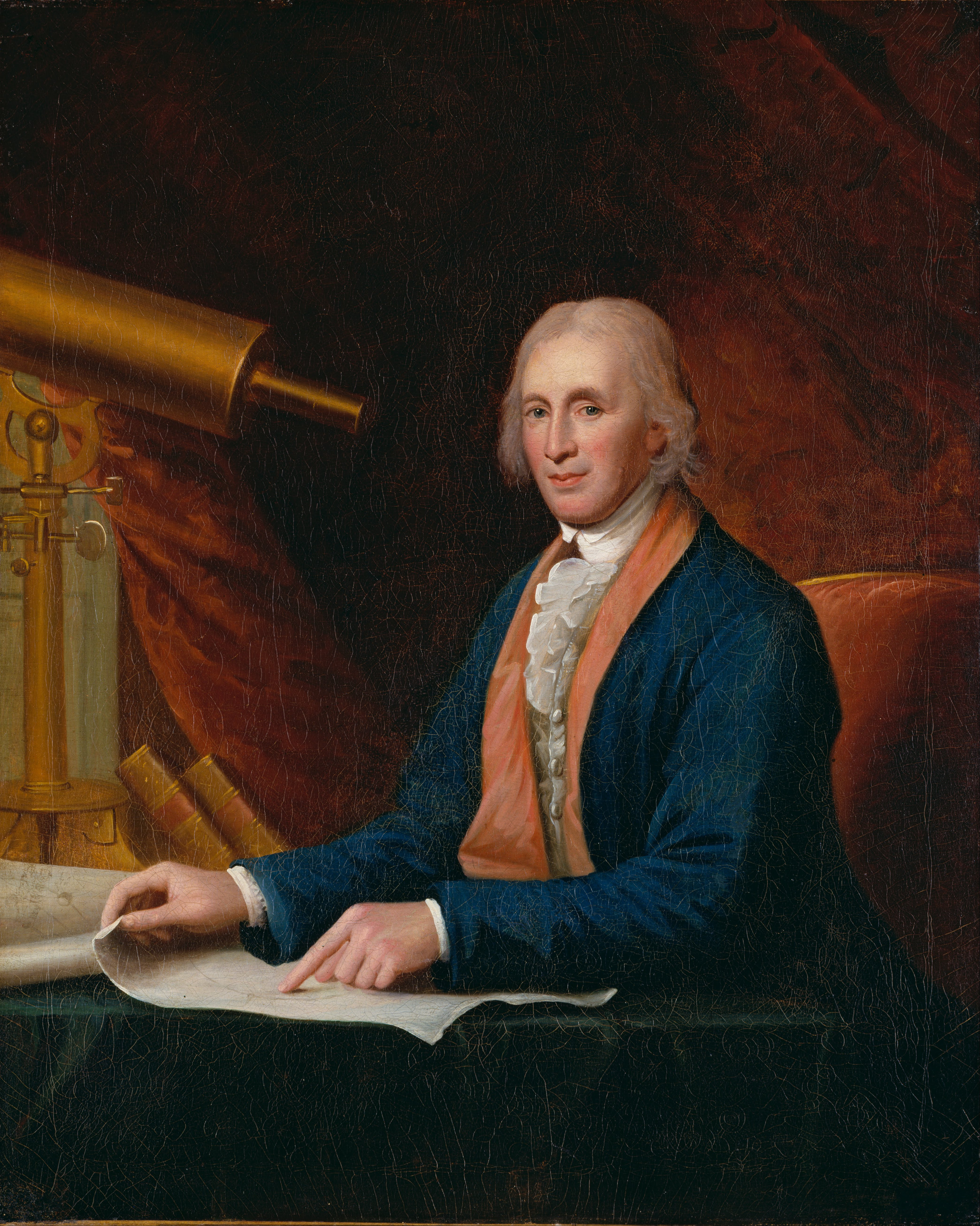
Der Wissenschaftler und Erfinder David Rittenhouse war der erste Direktor der Behörde

Die United States Mint (englisch mint ‚Münze‘) ist eine Bundesbehörde der Vereinigten Staaten, die vor allem für die Prägung des US-Dollars zuständig ist. Ihr Dienstsitz ist in Washington, D.C. Die Münze hat Niederlassungen in Philadelphia (Pennsylvania), Denver (Colorado), San Francisco (Kalifornien) und West Point (New York). Der Behördenleiter trägt die Bezeichnung Director of the United States Mint, seit dem 17. Juni 2022 ist dies Ventris Gibson, die 40. Direktorin.
Zum Schutz der Produktionsstätten und der Rohstoffe und Produkte ist eine eigene Bundespolizei zuständig: Die United States Mint Police, sie ist die älteste Polizeibehörde des Bundes.

## Geschichte
Die Prägeanstalt wurde vom Kongress auf Betreiben des Finanzministers Alexander Hamilton mit dem Coinage Act of 1792 geschaffen und war ursprünglich dem State Department untergeordnet. Sie wurde im Jahr 1799 zu einer unabhängigen Behörde und 1873 durch den Coinage Act of 1873 Teil des Finanzministeriums (Department of the Treasury). Neben der Prägung regulärer Umlaufmünzen wird auch eine große Palette für Sammler und Anleger angeboten. Beispiele hierfür sind Gedenkmünzen, Medaillen und der Eagle in Gold, Silber und Platin.
Die erste Niederlassung war die Philadelphia Mint im Jahr 1792. Die weiteren wurden hauptsächlich nach größeren Edelmetallfunden in einer bestimmten Gegend gegründet (vgl. Goldrausch). Es folgten Charlotte, North Carolina (1838–1861, Prägemarke C), Dahlonega, Georgia (1838–1861, Prägemarke D, in dieser Gegend fand der Georgia-Goldrausch statt) und New Orleans, Louisiana (1838–1909, Prägemarke O). Nach dem Sezessionskrieg wurden die Niederlassungen in North Carolina und Georgia geschlossen, auch die Niederlassung in New Orleans wurde zunächst geschlossen (1861), im Jahr 1879 jedoch wieder eröffnet.
Im Zuge des kalifornischen Goldrausches wurde 1854 die Münze San Francisco gegründet und nach dem Pikes Peak Goldrausch 1863 diejenige in Denver.
Im Jahr 1870 wurde die Niederlassung Carson City, Nevada (Prägemarke CC) eröffnet (hier im Zuge eines Silberbooms), die 1893 wieder geschlossen wurde. 1920 wurde die erste ausländische Prägeanstalt in der philippinischen Stadt Manila eröffnet (Prägemarke M). Hier wurden von 1920 bis 1922 sowie von 1925 bis 1941 Münzen für die amerikanische Kolonie hergestellt.

## Einrichtungen
Die Münze hat fünf Niederlassungen, davon vier Produktionsstätten. Die älteste Prägestätte ist in Philadelphia, deren Münzen bis 1980 außer auf den Susan-B.-Anthony-Münzen und den Jefferson-Nickel keine Prägemarken hatten, anschließend wurde P (außer 1-Cent-Münzen) geprägt. In Philadelphia befindet sich auch die zentrale Gravier- und die Grafikanstalt.
Seit dem 19. Jahrhundert gibt es die Niederlassungen in Denver (Prägemarke D) und San Francisco (Prägemarke S). Die Niederlassung in West Point, New York (West Point Mint) besteht seit 31. März 1988 und ist somit die jüngste der Niederlassungen; ihre Münzen tragen die Prägemarke W. Hier werden heute vor allem Gedenkmünzen geprägt. Sie ist landesweit die einzige Produktionsstätte für Gold-, Silber- und Platinmünzen sowie für die Eagle-Münzen. Die West Point Mint hieß zuvor West Point Mint Facility, letztgenannte prägte von 1973 bis 1986 Pennys. Die West Point Mint Facility ist wiederum 1937 aus dem West Point Bullion Depository hervorgegangen.

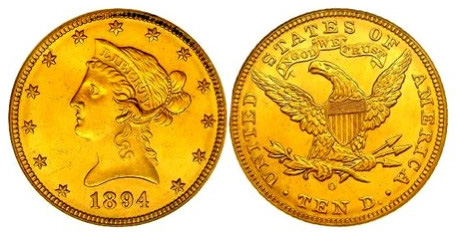
Produktbeispiel: Gold Eagle mit 10 US-Dollar Nennwert (geprägt 1894 von der New Orleans Mint – Prägemarke O)

Das U.S. Bullion Depository in Fort Knox, Kentucky, ist eine weitere Niederlassung der Münze, verfügt jedoch nicht über eine Produktionsstätte. Dies ist das Haupt-Goldbarrenlager des Landes.

## Produktion
Im Jahr 2024 wurden 5.613.640.000 Münzen für den Umlauf geprägt.

## Einzelnachweise

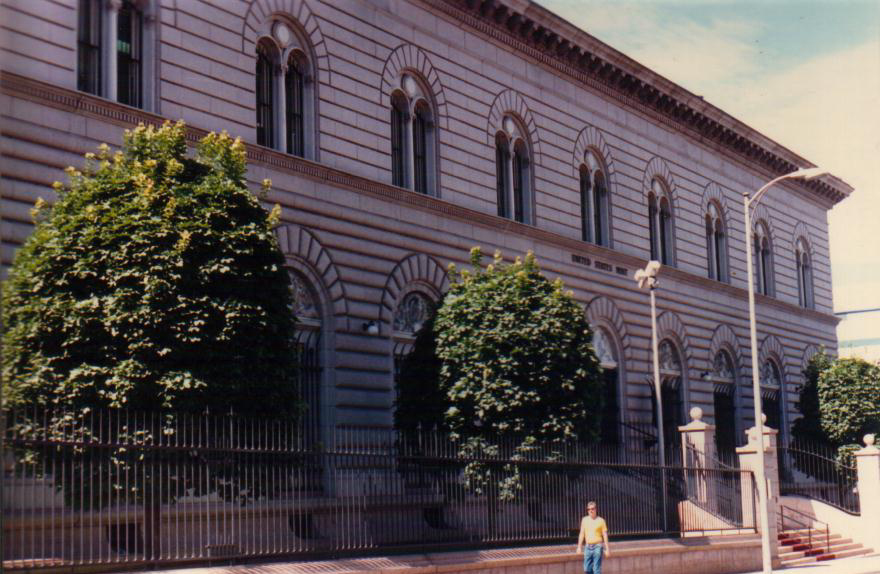
Niederlassung Denver